# Louis Auguste Desmarres
Pour les articles homonymes, voir Desmarres.
Louis Auguste Desmarres (1810–1882) est un ophtalmologue français du XIXe siècle, né le 22 septembre 1810 à Évreux (département de l'Eure) et mort le 22 août 1882 à Neuilly-sur-Seine (département des  Hauts-de-Seine).

## Biographie
Louis-Auguste Desmarres fait des études de médecine, il est reçu docteur de la faculté de médecine de Paris le 23 juillet 1839, et devient ophtalmologue, assistant de l'ophtalmologue suisse Johann Friedrich Horner, puis assistant et chef de clinique de l'ophtalmologue Julius Sichel, de 1840 à 1844, avant d'en devenir l'adversaire scientifique. Il ouvre rapidement sa propre clinique d'ophtalmologie, rue de la Monnaie à Paris, puis en 1859 achète l'immeuble du 8, rue Hautefeuille et le transforme en clinique. 
Précurseur dans l’utilisation de l'ophtalmoscope, un appareil optique qui permet d'examiner le fond de l'œil, il abandonne l'ancienne école d'ophtalmologie qui ne touchait quasiment pas l'œil et pratique des opérations de la cataracte. Il aura de Graeffe, entre autres, pour élève, qui apprécie la modernité de son enseignement et de sa pratique. Il devient un des plus grands chirurgiens d'ophtalmologie du XIXe siècle et opère un grand nombre de célébrités de l'époque.
Il est réputé pour avoir un caractère tranchant, dur et bourru, mais aussi pour être d'une grande bienveillance avec les pauvres qu'il soignait gratuitement.

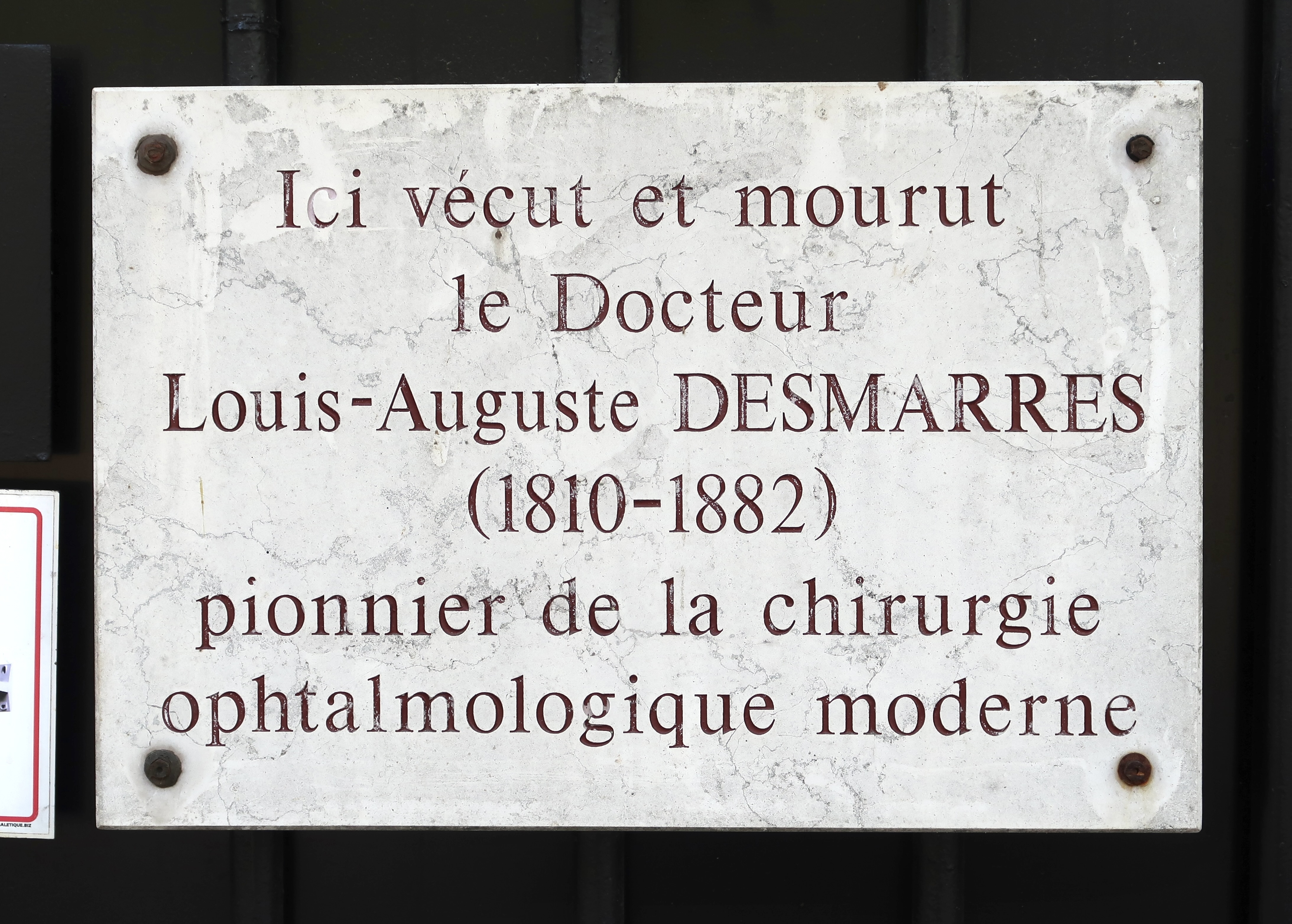
Plaque à Neuilly-sur-Seine.

Il abandonne la clinique de la rue Hautefeuille à son fils aîné Alphonse Desmarres en 1864, conservant pour lui-même seulement son cabinet de consultations particulières. Après le décès de sa première femme, il épouse la fille du peintre Joseph-Nicolas Robert-Fleury, alors directeur de l'École des Beaux-arts. Il meurt en 1882 en son domicile de Neuilly-sur-Seine, au niveau de l'actuel 57 boulevard du Commandant-Charcot, où une plaque commémorative lui rend hommage. Il est enterré au Père-Lachaise dans le caveau des Robert-Fleury. 

## Œuvres et publications
- Mémoire sur une nouvelle méthode d'employer le nitrate d'argent dans quelques ophtalmies, éd. Garnier, Paris, 1842.
- Traité théorique et pratique des maladies des yeux, éd. G. Baillière, Paris, 1847.